# Hannah Taylor-Gordon
Hannah Taylor-Gordon (Londres, 6 de março de 1987) é uma atriz britânica. Formada pelo Lee Strasberg Theatre and Film Institute, fez sua estreia nos cinemas em The House of the Spirits (1993), seguido por Four Weddings and a Funeral (1994); em 2001, estrelou no papel titular da minissérie Anne Frank: The Whole Story, com o qual recebeu destaque na mídia internacional e foi indicada à uma série de prêmios, incluindo o Globo de Ouro e o Emmy Award de Melhor Atriz em Minissérie.